# Carl Fredrik Bennet
Carl Fredrik Bennet, född 22 november 1760 på Bälteberga i Ottarps socken, Malmöhus län, död 1 april 1841 i Lund, var en svensk friherre och militär. Han var son till Fredrik Bennet samt far till Fredrik, Carl Stefan och Wilhelm Bennet.
Bennet blev volontär vid Sprengtportska regementet 1769, förare där 1772, sergeant samma år, stabsfänrik vid Jämtlands dragonregemente 1773 och sekundlöjtnant där 1778. Genom byte blev han livdrabant 1784. Bennet blev kavaljer hos hertiginnan av Södermanland samma år och vice korpral vid livdrabanterna 1785. Han befordrades till ryttmästare vid Södra skånska kavalleriregementet 1794 och blev major och chef för vargeringen där 1796. Bennet var andre major vid Skånska karabinjärregementet 1811–1813 samt senare hovmarskalk. Han var amatörcellist och invaldes som ledamot nummer 137 i Kungliga Musikaliska Akademien den 11 december 1793 och igen den 18 december samma år. Bennet blev riddare av Svärdsorden 1805.